# سفارة الأوروغواي لدى السعودية
سفارة الأوروغواي لدى السعودية هي الممثلية الدبلوماسية العليا لدولة الأوروغواي لدى المملكة العربية السعودية. تقع السفارة في حي العليا في الرياض.